# Нимона
Нимона (енгл. Nimona) амерички је анимирани филм из 2023. Режију потписују Ник Бруно и Трој Квејн, по сценарију Роберта Л. Берда и Лојда Тејлора. Темељи се на истоименом графичком роману Ен-Ди Стивенсон из 2015. Смештен је у свету научне фантастике под утицајем средњег века. Гласове главним ликовима позајмљују Клои Грејс Морец и Риз Ахмед.
Премијера је приказана 14. јуна 2023. на Међународном фестивалу анимираног филма у Ансију, док је од 23. јуна исте године приказиван у одабраним биоскопима. Netflix га је приказао 30. јуна 2023. Добио је позитивне рецензије критичара, који су похвалили анимацију, музику, ликове, теме, тон, хумор, сценарио и гласовне глумце (посебно Морецову и Ахмеда). Номинован је за Филмску награду по избору критичара, награду Ени и Оскара у категорији за најбољи анимирани филм.

## Радња
Витез којем су сместили трагични злочин удружи снаге с тинејџерком-метаморфом како би доказао да је невин. Али шта ако је управо она чудовиште које се заклео да ће уништити?

## Гласовне улоге
| Глумац           | Улога                      |
| ---------------- | -------------------------- |
| Клои Грејс Морец | Нимона                     |
| Риз Ахмед        | Балистер Болдхарт          |
| Јуџин Ли Јанг    | Амброзијус Голденлојн      |
| Франсес Конрој   | директорка                 |
| Лорејн Тусен     | краљица Валерин            |
| Бек Бенет        | сер Тадијус „Тод” Сурблејд |
| Рупол Чарлс      | Нејт Најт                  |
| Индија Мур       | Аламзапам Дејвис           |
| Хулио Торес      | Дијего                     |
| Сара Шерман      | Коријандер Кавејвериш      |
| Карен Рајан      | Глорет                     |